# London Array
De London Array is een windmolenpark met een vermogen van 630 megawatt (MW) met 175 windmolens. Het windpark bevindt zich 20 km voor de kust van Kent in het Theemsestuarium in het Verenigd Koninkrijk. Het is het grootste offshore windmolenpark ter wereld.
De eerste fase van de constructie begon in maart 2011 en was klaar halverwege 2013. Het park bestaat uit 175 windmolens van Siemens elk met een vermogen van 3,6 MW, wat volgens het bedrijf ongeveer 500.000 huishoudens van stroom kan voorzien. David Cameron huldigde het officieel in op 4 juli 2013. De tweede fase van het project is gestopt vanwege zorgen over de impact op zeevogels.
Het windmolenpark moet de jaarlijkse CO2-uitstoot met ongeveer 900.000 ton verminderen, het equivalent van de uitstoot van 300.000 personenauto's. De opgewekte elektriciteit wordt via onderzeese hoogspanningskabels getransporteerd naar de kust.
Oorspronkelijk zou Shell een van de investeerders zijn in het windmolenpark, maar trok zich in mei 2008 terug. In juli werden twee nieuwe investeerders aangetrokken, Eon UK en Dong Energy. In oktober kwam daar Masdar bij en de aandeelhouders op dat moment waren DONG met 50% van de aandelen, Eon UK met 30% en de resterende 20% voor Masdar. Begin 2014 verkocht DONG de helft van haar belang aan het Canadese pensioenfonds, La Caisse de dépôt et placement du Québec (La Caisse). La Caisse betaalde voor dit belang £644 miljoen.
In 2015, het tweede volledige jaar dat het park in productie is, werd 2500 GWh elektriciteit geleverd. In december 2015 werd het maandrecord gebroken van 317 GWh vooral dankzij een hoge gemiddelde windsnelheid van 11,9 m/s.